# Scott M. Gimple
Scott Michael Gimple (Berkeley Heights, 29 de março de 1971), é um escritor norte-americano de quadrinhos e televisão. Ele é conhecido por seu trabalho como escritor e produtor de Fillmore!, Life, FlashForward, Chase e The Walking Dead, e atuou como showrunner de The Walking Dead das temporadas 4 a 8 e do spin-off The Walking Dead: The Ones Who Live.

## Biografia
Gimple cresceu em Berkeley Heights, Nova Jersey e se formou na Governor Livingston High School. Ele se formou na Escola de Cinema-Televisão da Universidade do Sul da Califórnia.

## Carreira
Gimple foi roteirista de Life da NBC, Drive da Fox e FlashForward da ABC. Ele co-escreveu o roteiro de Ghost Rider: Spirit of Vengeance ao lado de Seth Hoffman e David S. Goyer.
Em 2011, ele se juntou a The Walking Dead da AMC como produtor e roteirista para a segunda temporada. Ele escreveu "Save the Last One", bem como os aclamados pela crítica "Pretty Much Dead Already" e "18 Miles Out" (com o showrunner Glen Mazzara).
Em janeiro de 2013, Gimple foi nomeado showrunner de The Walking Dead, substituindo Glen Mazzara. Ele atuou como showrunner da quarta à oitava temporada. Durante sua gestão, ele também se tornou produtor executivo de Fear the Walking Dead. Gimple deixou seu cargo em 2018 para se tornar o diretor de conteúdo de The Walking Dead e Fear the Walking Dead. Gimple também trabalhou em Pepper Ann da Disney e como escritor de quadrinhos de Os Simpsons, incluindo a edição do Guia de Episódios dos Simpsons: "Os Simpsons para Sempre!: Um guia completo para nossa família favorita... Continuação". Ele criou o desenho animado Fillmore! e a história em quadrinhos Heroes Anonymous com Bill Morrison.

## Vida pessoal
Ele se casou com a atriz Julia Wackenheim em 30 de agosto de 2009 e eles têm um filho; sua esposa se converteu ao judaísmo ao se casar com ele.

## Filmografia

### Filmes
| Ano  | Filme                            | Papel       |
| ---- | -------------------------------- | ----------- |
| 2012 | Ghost Rider: Spirit of Vengeance | Co-escritor |

### Televisão
Produção
| Ano                 | Série                               | Papel                                         | Notas                     |
| ------------------- | ----------------------------------- | --------------------------------------------- | ------------------------- |
| 2024                | The Walking Dead: The Ones Who Live | Produtor executivo (showrunner)               |                           |
| 2020                | Fear the Walking Dead               | Produtor executivo                            | Temporadas 4–7            |
| 2019                | Fear the Walking Dead               | Produtor executivo                            | Temporadas 4–7            |
| 2018                | Fear the Walking Dead               | Produtor executivo                            | Temporadas 4–7            |
| 2014                | The Walking Dead                    | Produtor executivo (showrunner)               | Temporadas 4–8            |
| 2013                | The Walking Dead                    | Produtor executivo (showrunner)               | Temporadas 4–8            |
| Produtor supervisor | The Walking Dead                    | 3ª temporada                                  |                           |
| Produtor supervisor | The Walking Dead                    | 3ª temporada                                  | 2012                      |
| Produtor            | The Walking Dead                    | 2ª temporada                                  |                           |
| Produtor            | The Walking Dead                    | 2ª temporada                                  | 2011                      |
| Chase               | Co-produtor                         | 1ª temporada                                  |                           |
| Chase               | Co-produtor                         | 1ª temporada                                  | 2010                      |
| FlashForward        | Editor executivo de história        | 1ª temporada                                  |                           |
| FlashForward        | Editor executivo de história        | 1ª temporada                                  | 2009                      |
| Life                | Editor de história                  | 2ª temporada                                  |                           |
| Life                | Editor de história                  | 2ª temporada                                  | 2008                      |
| 2004                | Fillmore!                           | Criador Produtor executivo Diretor de diálogo | 2ª temporada 1ª temporada |
| 2003                | Fillmore!                           | Criador Produtor executivo Diretor de diálogo | 2ª temporada 1ª temporada |
| 2002                | Fillmore!                           | Criador Produtor executivo Diretor de diálogo | 2ª temporada 1ª temporada |

Roteirista
| Ano       | Série                                    | Episódio                                 | Notas                                                        |
| --------- | ---------------------------------------- | ---------------------------------------- | ------------------------------------------------------------ |
| 2024      | The Walking Dead: The Ones Who Live      | "The Last Time"                          | Temporada 1, Episódio 6 (com Channing Powell)                |
| 2024      | The Walking Dead: The Ones Who Live      | "Years"                                  | Temporada 1, Episódio 1                                      |
| 2014–2018 | The Walking Dead                         | "Wrath"                                  | Temporada 8, Episódio 16 (com Angela Kang e Matthew Negrete) |
| 2014–2018 | The Walking Dead                         | "Mercy"                                  | Temporada 8, Episódio 1                                      |
| 2014–2018 | The Walking Dead                         | "The First Day of the Rest of Your Life" | Temporada 7, Episódio 16 (com Angela Kang e Matthew Negrete) |
| 2014–2018 | The Walking Dead                         | "Bury Me Here"                           | Temporada 7, Episódio 13                                     |
| 2014–2018 | The Walking Dead                         | "The Day Will Come When You Won't Be"    | Temporada 7, Episódio 1                                      |
| 2014–2018 | The Walking Dead                         | "Last Day on Earth"                      | Temporada 6, Episódio 16 (com Matthew Negrete)               |
| 2014–2018 | The Walking Dead                         | "East"                                   | Temporada 6, Episódio 15 (com Channing Powell)               |
| 2014–2018 | The Walking Dead                         | "Here's Not Here"                        | Temporada 6, Episódio 4                                      |
| 2014–2018 | The Walking Dead                         | "First Time Again"                       | Temporada 6, Episódio 1 (com Matthew Negrete)                |
| 2014–2018 | The Walking Dead                         | "Conquer"                                | Temporada 5, Episódio 16 (com Seth Hoffman)                  |
| 2014–2018 | The Walking Dead                         | "What Happened and What's Going On"      | Season 5, Episode 9                                          |
| 2014–2018 | The Walking Dead                         | "No Sanctuary"                           | Temporada 5, Episódio 1                                      |
| 2014–2018 | The Walking Dead                         | "A"                                      | Temporada 4, Episódio 16 (com Angela Kang)                   |
| 2014–2018 | The Walking Dead                         | "The Grove"                              | Temporada 4, Episódio 14                                     |
| 2013      | Da Vinci's Demons                        | "The Prisoner"                           | Temporada 1, Episódio 3                                      |
| 2013      | Da Vinci's Demons                        | "The Serpent"                            | Temporada 1, Episódio 2                                      |
| 2013      | The Walking Dead                         | "30 Days Without an Accident"            | Temporada 4, Episódio 1                                      |
| 2013      | The Walking Dead                         | "This Sorrowful Life"                    | Temporada 3, Episódio 15                                     |
| 2013      | The Walking Dead                         | "Clear"                                  | Temporada 3, Episódio 12                                     |
| 2012      | The Walking Dead                         | "Hounded"                                | Temporada 3, Episódio 6                                      |
| 2012      | The Walking Dead                         | "18 Miles Out"                           | Temporada 2, Episódio 10 (com Glen Mazzara)                  |
| 2011      | The Walking Dead                         | "Pretty Much Dead Already"               | Temporada 2, Episódio 7                                      |
| 2011      | The Walking Dead                         | "Save the Last One"                      | Temporada 2, Episódio 3                                      |
| 2010      | Chase                                    | "The Longest Night"                      | Temporada 2, Episódio 8                                      |
| 2010      | FlashForward                             | "Future Shock"                           | Temporada 1, Episódio 22 (com Timothy J. Lea)                |
| 2010      | FlashForward                             | "Better Angels"                          | Temporada 1, Episódio 14 (com Ian B. Goldberg)               |
| 2009      | FlashForward                             | "Black Swan"                             | Temporada 1, Episódio 4                                      |
| 2008      | Life                                     | "Did You Feel That?"                     | Temporada 2, Episódio 6 (com Jonathan Shapiro)               |
| 2008      | Life                                     | "Not for Nothing"                        | Temporada 2, Episódio 4                                      |
| 2007      | Drive                                    | "Rear View"                              | Temporada 1, Episódio 6 (com Kristen Reidel)                 |
| 2007      | El Tigre: The Adventures of Manny Rivera | "Eye Caramba"                            | Temporada 1, Episódio 13 (história)                          |
| 2007      | El Tigre: The Adventures of Manny Rivera | "Miracle City Worker"                    | Temporada 1, Episódio 8                                      |
| 2007      | American Dragon: Jake Long               | "The Love Cruise"                        | Temporada 2, Episódio 18                                     |
| 2006      | American Dragon: Jake Long               | "The Rotwood Files"                      | Temporada 2, Episódio 15                                     |
| 2005      | American Dragon: Jake Long               | "The Halloween Bash"                     | Temporada 1, Episódio 17                                     |
| 2003      | Fillmore!                                | "Immune to All but Justice"              | Temporada 2, Episódio 5                                      |
| 2002      | Fillmore!                                | "Ingrid Third, Public Enemy #1"          | Temporada 1, Episódio 8                                      |
| 2002      | Fillmore!                                | "Nappers Never Sleep"                    | Temporada 1, Episódio 7                                      |
| 2002      | Fillmore!                                | "A Wurm in Our Midst"                    | Temporada 1, Episódio 3                                      |
| 1997      | Jungle Cubs                              | "Hair Ball"                              | Temporada 2, Episódio 7                                      |